# Bamberger (Familienname)
Bamberger ist ein deutscher Familienname.

## Herkunft und Bedeutung
Bamberger ist ein Herkunftsname für Personen, die aus Bamberg stammen.

## Namensträger
- Alfred D. Bamberger (1890–1956), deutsch-amerikanischer Unternehmer und Firmengründer
- Alfred Bamberger, deutscher Politiker
- Antoinette Bamberger (1732/33–1805), deutsche Schriftstellerin
- Anton Bamberger (1886–1950), deutsch-amerikanischer Industrieller
- August Bamberger (1790–1858), deutscher Bankier
- Burkhard Bamberger (* 1964), deutscher Manager
- Carl Bamberger (1902–1987), austroamerikanischer Dirigent
- Claude P. Bamberger (1920–2008), deutschamerikanischer Unternehmer und Autor
- Christoph M. Bamberger (* 1965), deutscher Arzt und Hochschullehrer
- Dirk Bamberger (* 1972), deutscher Sparkassenwirt und Politiker (CDU), MdL
- Eckehard Bamberger (* 1931), österreichischer Schriftsteller
- Elisabeth Bamberger (Unternehmerin) (1889–1971), deutsche Unternehmerin
- Elisabeth Bamberger (Volkswirtin) (1890–1984), deutsche Volkswirtin, Sozialarbeiterin und Mitbegründerin der Familienfürsorge
- Ernst Bamberger (1885–1941), deutscher Arzt
- Eugen Bamberger (Chemiker) (1857–1932), deutscher Chemiker
- Eugen von Bamberger (1858–1921), österreichischer Arzt
- Ferdinand Bamberger (1809–1855), deutscher Klassischer Philologe
- Franz Bamberger (1855–1926), deutscher Bankier und Politiker, MdL Hessen
- Fritz Bamberger (Maler) (1814–1873), deutscher Maler
- Fritz Bamberger (Unternehmer) (1862–1942), deutscher Unternehmer und Mäzen
- Fritz Bamberger (Philosoph) (1902–1984), deutschamerikanischer Philosoph, Pädagoge und Journalist
- Gustav Bamberger (1861–1936), österreichischer Architekt und Maler
- Gus Bamberger (1864–1943), deutsch-amerikanischer Unternehmer, Firmengründer und Mäzen
- Heinrich von Bamberger (1822–1888), österreichischer Arzt
- Heinz Georg Bamberger (* 1947), deutscher Politiker
- Hugo Bamberger (1887–1949), deutschamerikanischer Chemiker, Unternehmer und Firmengründer
- Jakob Bamberger (1913–1989), deutscher Boxer und Bürgerrechtsaktivist
- Johann Georg Bamberger (1821–1872), Apotheker in der Schweiz
- Johann Peter Bamberger (1722–1804), deutscher Geistlicher
- Johanna Bamberger (1783–1849), deutsche Opernsängerin (Alt), siehe Johanna Hitzelberger
- Josef Bamberger (Fotograf), deutscher Fotograf
- Josef Bamberger (Judaist) (auch Joseph Bamberger; * 1967), isländisch-deutscher Judaist
- Joseph Christian Bamberger, deutscher Violinist
- Julius Bamberger (1880–1951), deutscher Kaufhausbesitzer
- Louis Bamberger (1855–1944), US-amerikanischer Kaufhausgründer und Philanthrop
- Ludwig Bamberger (1823–1899), deutscher Bankier und Politiker
- Ludwig Bamberger (1892–1969), deutscher Regisseur, siehe Ludwig Berger (Regisseur)
- Ludwig Bamberger (Unternehmer) (1893–1964), deutsch-britischer Unternehmer, Kunstsammler und Bibliophiler
- Max Bamberger (1861–1927), österreichischer Chemiker
- Moses Löb Bamberger (1838–1899), deutscher Rabbiner
- Nathan Bamberger (1842–1919), deutscher Rabbiner
- Otto Bamberger (1885–1933), deutscher Unternehmer, Kunstsammler und -mäzen
- Otto Bamberger (Autor) (1905–nach 1965), deutscher Pastor und Schriftsteller
- Philipp Bamberger (1898–1983), deutscher Kinderarzt und Hochschullehrer
- Philipp Bamberger (Unternehmer) (1858–1919), deutscher Unternehmer
- Richard Bamberger (1911–2007), österreichischer Lexikograf und Erzählforscher
- Rudolf Bamberger (1888–1944/45), deutscher Bühnenbildner, Filmarchitekt und Dokumentarfilmer
- Rudolf Bamberger (Politiker) (1889–1974), deutscher Lehrer und Politiker (USPD, SPD)
- Rudolph Bamberger (1821–1900), deutscher Bankier und Politiker, MdL Hessen
- Seckel Bamberger (1863–1934), deutscher Rabbiner
- Selig Pinchas Bamberger (1872–1936), deutscher Rabbiner
- Seligmann Bär Bamberger (1807–1878), deutscher Rabbiner
- Sibylle Bamberger (* 1968), deutsche Journalistin und Autorin
- Simon Bamberger (Politiker) (1846–1926), deutsch-amerikanischer Unternehmer und Politiker
- Simon Bamberger (Rabbiner) (1871–1961), deutscher Rabbiner
- Sofie Bamberger (?–1914), böhmische Frauenrechtlerin
- Walter Bamberger (* 1946), deutscher Lichtplaner
- Werner Bamberger (* 1940), deutscher Fußballspieler